# Lhota u Chroustovic
Lhota u Chroustovic je vesnice a část městyse Chroustovice v okrese Chrudim. Nachází se asi 1,5 kilometru jižně od Chroustovic. Lhota u Chroustovic je také název katastrálního území o rozloze 4,28 km².

## Historie
První písemná zmínka o vesnici pochází z roku 1546.